# Bruno Martini (football)
Pour les articles homonymes, voir Martini et Bruno Martini.
Bruno Martini, né le 25 janvier 1962 à Nevers et mort le 20 octobre 2020 à Montpellier, est un footballeur international français évoluant au poste de gardien de but. 
Entraineur national à la Fédération française de football, il a été l'entraîneur des gardiens  de l'équipe de France de football de 1999 à 2010 et l'entraîneur de l'équipe première du MHSC aux côtés de Pascal Baills en décembre 2015.
Il a la particularité d'avoir pour homonyme un autre gardien de but, le handballeur Bruno Martini (avec qui il n'a aucun lien de parenté). Tous les deux ont évolué en équipes de France — chacun dans leur sport — durant la période 1990-1996.

## Biographie

### Carrière de joueur

Bruno Martini, gardien de l'équipe idéale de l'AJA des années 1977-2007.

Bruno Martini arrive à l'AJ Auxerre en 1981, puis barré par Joel Bats il est prêté à l'AS Nancy-Lorraine en 1983 où il s'imposera comme titulaire. De retour à Auxerre en 1985, il y jouera jusqu'à la saison 1994-1995. Du 17 octobre 1987 au 20 février 1988, il n'encaisse pas de but durant 892 minutes.
À Auxerre, il participe à la coupe d'Europe en jouant 29 matchs de Coupe de l'UEFA. En 1993, il atteint les demi-finales de cette coupe européenne en disputant notamment le match aller contre le Borussia Dortmund.
En 1995, il part pour le club de Montpellier, où il passera quatre saisons. Là bas, il atteindra deux fois les demi-finales de la coupe de France et jouera un trentième et dernier match de Coupe de l'UEFA.
Avec l'équipe de France, il porte 31 fois le maillot des A. Bruno Martini joue avec les Bleus à l'Euro 1992 en tant que gardien titulaire. Il est également présent à l'Euro 1996 en tant que troisième gardien. Il est à noter qu'avec l'équipe de France Espoirs, il remporte le Championnat d'Europe des Nations Espoirs en 1988 recevant au passage la note maximale de 10 accordée par le quotidien l'Equipe pour sa prestation en finale face à la Grèce.

### Carrière d'entraîneur
Entraîneur national à la Direction technique nationale du football français de 2001 à 2013, Bruno Martini était entre août 1999 et 2010,, l'entraîneur des gardiens de l'équipe de France A.
Il est titulaire du DEPF (Diplôme d'entraîneur professionnel de football), du Certificat de formateur et du Certificat d'entraîneur de gardiens de but. Il a également mis en place la formation d’entraîneur spécifique gardien de but pour le haut niveau depuis 2002 au sein de la Direction technique nationale de la Fédération française de football.
Après avoir quitté ses fonctions à la DTN, Bruno Martini devait intégrer le MHSC (Montpellier Hérault Sport Club) courant 2014. Sa signature au club a été anticipée à la suite de la démission de Jean Fernandez, alors entraîneur du club, fin 2013.
En décembre 2015, il prend en charge l'équipe première du MHSC au côté de Pascal Baills à la suite de la démission de Rolland Courbis.

### Mort
Le 12 octobre 2020 à Montpellier, Bruno Martini est victime d’un accident vasculaire cérébral devant sa voiture sur le parking du centre de formation du domaine de Grammont. Il est transporté dans un état grave en soins intensifs au département anesthésie-réanimation (DAR) à l’hôpital Arnaud-de-Villeneuve de la ville.
Il meurt dans la nuit du lundi 19 au mardi 20 octobre 2020 dans ce même hôpital. Son ancien club, le Montpellier HSC l'annonce sur son site internet le matin même.

## Statistiques individuelles

### En club
| Saison                | Club                  | Championnat           | Championnat | Championnat | Coupe(s) nationale(s) | Coupe(s) nationale(s) | Compétition(s) continentale(s) | Compétition(s) continentale(s) | Compétition(s) continentale(s) | Total | Total |
| Saison                | Club                  | Division              | M.          | B.          | M.                    | B.                    | Comp.                          | M.                             | B.                             | M.    | B.    |
| 1981-1982             | AJ Auxerre            | D1                    | 0           | 0           | 0                     | 0                     | -                              | -                              | -                              | 0     | 0     |
| 1982-1983             | AJ Auxerre            | D1                    | 0           | 0           | 0                     | 0                     | -                              | -                              | -                              | 0     | 0     |
| 1983-1984             | AS Nancy-Lorraine     | D1                    | 27          | 0           | 5                     | 0                     | -                              | -                              | -                              | 32    | 0     |
| 1984-1985             | AS Nancy-Lorraine     | D1                    | 38          | 0           | 5                     | 0                     | -                              | -                              | -                              | 43    | 0     |
| 1985-1986             | AJ Auxerre            | D1                    | 34          | 0           | 7                     | 0                     | C3                             | 2                              | 0                              | 43    | 0     |
| 1986-1987             | AJ Auxerre            | D1                    | 38          | 0           | 4                     | 0                     | -                              | -                              | -                              | 42    | 0     |
| 1987-1988             | AJ Auxerre            | D1                    | 38          | 0           | 5                     | 0                     | C3                             | 2                              | 0                              | 45    | 0     |
| 1988-1989             | AJ Auxerre            | D1                    | 37          | 0           | 9                     | 0                     | -                              | -                              | -                              | 46    | 0     |
| 1989-1990             | AJ Auxerre            | D1                    | 38          | 0           | 2                     | 0                     | C3                             | 10                             | 0                              | 50    | 0     |
| 1990-1991             | AJ Auxerre            | D1                    | 38          | 0           | 3                     | 0                     | -                              | -                              | -                              | 41    | 0     |
| 1991-1992             | AJ Auxerre            | D1                    | 31          | 0           | 0                     | 0                     | C3                             | 4                              | 0                              | 35    | 0     |
| 1992-1993             | AJ Auxerre            | D1                    | 30          | 0           | 1                     | 0                     | C3                             | 9                              | 0                              | 40    | 0     |
| 1993-1994             | AJ Auxerre            | D1                    | 31          | 0           | 3                     | 0                     | C3                             | 2                              | 0                              | 36    | 0     |
| 1994-1995             | AJ Auxerre            | D1                    | 7           | 0           | 0                     | 0                     | -                              | -                              | -                              | 7     | 0     |
| 1995-1996             | Montpellier HSC       | D1                    | 36          | 0           | 5                     | 0                     | -                              | -                              | -                              | 41    | 0     |
| 1996-1997             | Montpellier HSC       | D1                    | 32          | 0           | 6                     | 0                     | C3                             | 1                              | 0                              | 39    | 0     |
| 1997-1998             | Montpellier HSC       | D1                    | 27          | 0           | 3                     | 0                     | CI                             | 1                              | 0                              | 31    | 0     |
| 1998-1999             | Montpellier HSC       | D1                    | 10          | 0           | 0                     | 0                     | -                              | -                              | -                              | 10    | 0     |
| Total sur la carrière | Total sur la carrière | Total sur la carrière | 492         | 0           | 58                    | 0                     | -                              | 31                             | 0                              | 581   | 0     |

### En sélection
| Matchs internationaux de Bruno Martini | Matchs internationaux de Bruno Martini | Matchs internationaux de Bruno Martini           | Matchs internationaux de Bruno Martini | Matchs internationaux de Bruno Martini | Matchs internationaux de Bruno Martini  | Matchs internationaux de Bruno Martini                |
| #                                      | Date                                   | Lieu                                             | Adversaire                             | Résultat                               | Compétition                             | Notes                                                 |
| -------------------------------------- | -------------------------------------- | ------------------------------------------------ | -------------------------------------- | -------------------------------------- | --------------------------------------- | ----------------------------------------------------- |
| 1                                      | 12 août 1987                           | Stade olympique, Berlin, Allemagne de l'Ouest    | Allemagne de l'Ouest                   | D 1 - 2                                | Match amical                            | Entre en jeu à la place de Joël Bats à la 85e minute. |
| 2                                      | 14 octobre 1987                        | Parc des Princes, Paris, France                  | Norvège                                | N 1 - 1                                | Éliminatoires Euro 1988                 | Titulaire.                                            |
| 3                                      | 14 octobre 1987                        | Stade Ramat Gan, Ramat Gan, Israël               | Israël                                 | N 1 - 1                                | Match amical                            | Titulaire.                                            |
| 4                                      | 2 février 1988                         | Stadium municipal, Toulouse, France              | Suisse                                 | V 2 - 1                                | Match amical                            | Titulaire.                                            |
| 5                                      | 5 février 1988                         | Stade Louis-II, Monaco, Monaco                   | Maroc                                  | V 2 - 1                                | Match amical                            | Titulaire.                                            |
| 6                                      | 27 avril 1988                          | Windsor Park, Belfast, Irlande du Nord           | Irlande du Nord                        | N 0 - 0                                | Match amical                            | Titulaire.                                            |
| 7                                      | 24 janvier 1990                        | Stade Al-Sadaqua Walsalam (en), Koweït, Koweït   | Allemagne de l'Est                     | V 3 - 0                                | Match amical                            | Titulaire.                                            |
| 8                                      | 28 février 1990                        | Stade de la Mosson, Montpellier, France          | Allemagne de l'Ouest                   | V 2 - 1                                | Match amical                            | Titulaire.                                            |
| 9                                      | 28 mars 1990                           | Népstadion, Budapest, Hongrie                    | Hongrie                                | V 3 - 1                                | Match amical                            | Titulaire.                                            |
| 10                                     | 15 août 1990                           | Parc des Princes, Paris, France                  | Pologne                                | N 0 - 0                                | Match amical                            | Titulaire.                                            |
| 11                                     | 5 septembre 1990                       | Laugardalsvöllur, Reykjavik, Islande             | Islande                                | V 2 - 1                                | Éliminatoires de l'Euro 1992            | Titulaire.                                            |
| 12                                     | 13 octobre 1990                        | Parc des Princes, Paris, France                  | Tchécoslovaquie                        | V 2 - 1                                | Éliminatoires de l'Euro 1992            | Titulaire.                                            |
| 13                                     | 17 novembre 1990                       | Stade Qemal-Stafa, Tirana, Albanie               | Albanie                                | V 1 - 0                                | Éliminatoires de l'Euro 1992            | Titulaire.                                            |
| 14                                     | 20 février 1991                        | Parc des Princes, Paris, France                  | Espagne                                | V 3 - 1                                | Éliminatoires de l'Euro 1992            | Titulaire.                                            |
| 15                                     | 30 mars 1991                           | Parc des Princes, Paris, France                  | Albanie                                | V 5 - 0                                | Éliminatoires de l'Euro 1992            | Titulaire.                                            |
| 16                                     | 14 août 1991                           | Stade municipal, Poznań, Pologne                 | Pologne                                | V 5 - 1                                | Match amical                            | Titulaire.                                            |
| 17                                     | 4 septembre 1991                       | Tehelné pole, Bratislava, Tchécoslovaquie        | Tchécoslovaquie                        | V 2 - 1                                | Éliminatoires de l'Euro 1992            | Titulaire.                                            |
| 18                                     | 12 octobre 1991                        | Stade Benito-Villamarín, Séville, Espagne        | Espagne                                | V 2 - 1                                | Éliminatoires de l'Euro 1992            | Titulaire.                                            |
| 19                                     | 20 novembre 1991                       | Parc des Princes, Paris, France                  | Islande                                | V 3 - 1                                | Éliminatoires de l'Euro 1992            | Titulaire.                                            |
| 20                                     | 25 mars 1992                           | Parc des Princes, Paris, France                  | Belgique                               | N 3 - 3                                | Match amical                            | Titulaire.                                            |
| 21                                     | 27 mai 1992                            | Stade olympique de la Pontaise, Lausanne, Suisse | Suisse                                 | D 1 - 2                                | Match amical                            | Titulaire.                                            |
| 22                                     | 5 juin 1992                            | Stade Félix Bollaert, Lens, France               | Pays-Bas                               | N 1 - 1                                | Match amical                            | Titulaire.                                            |
| 23                                     | 10 juin 1992                           | Stade Råsunda, Stockholm, Suède                  | Suède                                  | N 1 - 1                                | Premier tour de l'Euro 1992             | Titulaire.                                            |
| 24                                     | 14 juin 1992                           | Malmö Stadion, Malmö, Suède                      | Angleterre                             | N 0 - 0                                | Premier tour de l'Euro 1992             | Titulaire.                                            |
| 25                                     | 17 juin 1992                           | Malmö Stadion, Malmö, Suède                      | Danemark                               | D 1 - 2                                | Premier tour de l'Euro 1992             | Titulaire.                                            |
| 26                                     | 26 août 1992                           | Parc des Princes, Paris, France                  | Brésil                                 | D 0 - 2                                | Match amical                            | Titulaire.                                            |
| 27                                     | 9 septembre 1992                       | Stade national Vassil-Levski, Sofia, Bulgarie    | Bulgarie                               | D 0 - 2                                | Éliminatoires de la Coupe du monde 1994 | Titulaire.                                            |
| 28                                     | 14 octobre 1992                        | Parc des Princes, Paris, France                  | Autriche                               | V 2 - 0                                | Éliminatoires de la Coupe du monde 1994 | Titulaire.                                            |
| 29                                     | 14 novembre 1992                       | Parc des Princes, Paris, France                  | Finlande                               | V 2 - 1                                | Éliminatoires de la Coupe du monde 1994 | Titulaire.                                            |
| 30                                     | 28 juillet 1993                        | Stade Michel-d'Ornano, Caen, France              | Russie                                 | V 3 - 1                                | Match amical                            | Titulaire, remplacé par Bernard Lama à la 46e minute. |
| 31                                     | 29 mai 1996                            | Stade de la Meinau, Strasbourg, France           | Finlande                               | V 2 - 0                                | Match amical                            | Titulaire.                                            |

## Palmarès joueur

### En club
- Vainqueur de la Coupe des Alpes en 1987 avec l'AJA

### En équipe de France
- 31 sélections entre 1987 et 1996
- Champion d'Europe Espoirs en 1988
- Vainqueur du Tournoi de France en 1988
- Vainqueur du Tournoi du Koweït en 1990
- Vainqueur de la Coupe Kirin en 1994

## Palmarès entraîneur

### En équipe de France
- Finaliste du Championnat d'Europe des moins de 19 ans en 2013
- Vainqueur du Championnat d'Europe des Nations en 2000 (en tant qu'entraîneur des gardiens)
- Vainqueur de la Coupe des Confédérations en 2001 et en 2003 (en tant qu'entraîneur des gardiens)
- Finaliste de la Coupe du Monde en 2006 (en tant qu'entraîneur des gardiens)

## Distinctions et records
Avec AJA, il est élu Étoile d'Or France Football en 1987. Il possède le record d'invincibilité de l'AJA en Division 1 avec 892 minutes. Il est élu gardien de l'équipe idéale de l'AJA des années 1977-2007,  par les supporters auxerrois,.
Avec l'équipe de France, il reçoit la note maximale de 10/10 accordée par L'Équipe pour sa prestation lors de la finale retour du Championnat d'Europe Espoirs en 1988. Il fait partie de l'équipe de France qui aligne 19 matchs sans défaite (entre mars 1989 et le 19 février 1992). Premier gardien à remporter tous les matchs des éliminatoires d'un championnat d'Europe lors des éliminatoires de l'Euro 1992 (une première en Europe). Membre de l'équipe européenne de l'année France Football avec l'équipe de France en 2000. Membre de l'équipe de l'année aux World Soccer Awards avec l'équipe de France en 2000. Trophée d'honneur UNFP avec l'équipe de France de 2000 en 2016. Il est élu gardien européen de l'année en 1991. Étoile d'Or France Football en 1991. Membre de l'équipe de France qui dispute 30 matchs sans défaite (entre février 1994 et octobre 1996).